# Awash (Fluss)
Der Awash (amharisch አዋሽ ወንዝ awaš wänz) ist ein Fluss im Norden Äthiopiens.

## Verlauf
Er entspringt im Abessinischen Hochgebirge rund drei Kilometer östlich von Addis Alem, fließt in zumeist nördlicher Richtung entlang des Abessinischen Grabens, einem Teil des Ostafrikanischen Grabenbruchs. Westlich der Stadt Nazreth wird der Fluss im Koka-Stausee angestaut. Kurz vor der Mündung durchfließt er noch den Gemerisee, den Bario-See und den Afombosee und endet schließlich im abflusslosen Abbe-See in der Senke von Danakil.

## Klima
Das Klima des Einzugsgebietes ist semi-arid bis arid. Zwischen Oktober und März herrscht Trockenzeit. Im Westen des Einzugsgebietes gibt es zwei Regenzeiten. Der erste Regen im Jahr fällt zwischen März und April und eine stärker ausgeprägte Regenzeit folgt zwischen Juni und September. Diese Niederschlagscharakteristik wird durch die Verlagerung der innertropischen Konvergenzzone im Jahresverlauf bedingt. Im nordöstlichen Hochland fallen beide Regenzeiten zu einer längeren zusammen. Im Rift Valley sind die Regenzeiten schwächer ausgeprägt. In der Quellregion des Awash im Hochland fällt durchschnittlich bis zu 1600 mm Niederschlag pro Jahr, während die Danakil-Senke extrem niederschlagsarm ist.

## Hydrometrie
Durchschnittliche monatliche Durchströmung des Awash gemessen an der hydrologischen Station Hombole, am Oberlauf des Flusses, in m³/s (1990–2009).

## Wirtschaft
Die Zuckerrohr-Plantagen der Zucker-Industrien in Wonji, Shewa und Metehara sind die größten Nutznießer dieses Flusses. Dank der sehr gut ausgebauten Bewässerungsinfrastrukturen ist die Bewässerung der Plantagen im Gegensatz zum übrigen Großteil des Landes unabhängig vom saisonbedingten Regenwasser.

## Archäologie und Paläontologie
Entlang des Awash gibt es zahlreiche paläontologische Ausgrabungsstätten wie zum Beispiel Aramis, Dikika Gona, Hadar, Bodo D’Ar und Woranso-Mille. Vor allem seit Anfang der 1970er-Jahre wurden zahlreiche Fossilien von frühen Verwandten des Menschen (Homo sapiens) gefunden, darunter die berühmte Lucy, der Bodo-Schädel und das Fossil DIK 1-1, sowie die ältesten bisher entdeckten Steinwerkzeuge. Das Gebiet gilt daher als eine der Geburtsstätten der Menschheit. Geleitet anfangs von John Desmond Clark und nach dessen Tod von Tim White und Berhane Asfaw finden am Mittleren Awash seit 1981 – mit Unterbrechungen – durch das Middle Awash Research Project an zahlreichen Fundstellen paläoanthropologische Ausgrabungen statt; zwischen 1982 und 1990 waren die Grabungsgenehmigungen aufgrund eines Moratoriums, das dem Schutz des kulturellen Erbes Äthiopiens dienen sollte, ausgesetzt gewesen. Die Fundstätten stehen bereits seit 1980 auf der Liste des UNESCO-Weltkulturerbes.

## Basaka-See
Am Mittellauf des Awash befindet sich der Basaka-See, der zwar abflusslos, aber nur 2,5 km vom Fluss entfernt ist (2021). Der See ist sehr salzhaltig und hat einen hohen pH-Wert. Er hat seine Fläche seit 1957 bis 2015 von 2,7 auf über 50 km² ausgedehnt, und ein Überlaufen in den Awash ist bei weiterer Entwicklung in diese Richtung absehbar. Ein unkontrolliertes Abfließen des Sees hätte schwere Folgen für die Landwirtschaft und die Ökologie unterhalb des Sees. Daher wird seit 2007 kontrolliert Wasser aus dem See eingeleitet, um den Effekt hinauszuzögern und dem See Zeit zu geben, um auszusalzen.

## Belege
1. 1 2   Improving Management of Livestock in Awash River Livestock in Awash River Basin: A Challenge to Basin: A Challenge to Ethiopia
2. 1 2  Hydrosat, Uni Stuttgart, Abflussmengen Pegel Hombole
3. ↑  Flood Hazard Assessment and Mapping of Flood Inundation Area of the Awash River Basin in Ethiopia using GIS and HEC-GeoRAS/HEC-RAS Model
4. ↑  Knoche, M., Fischer, C., Pohl, E., Krause, P., & Merz, R. (2014). Combined uncertainty of hydrological model complexity and satellite-based forcing data evaluated in two data-scarce semi-arid catchments in Ethiopia. Journal of Hydrology, 519, 2049–2066.
5. ↑  UNESCO World Heritage Centre: Lower Valley of the Awash. Abgerufen am 20. August 2017 (englisch).
6. ↑  Delineating the Drainage Structure and Sources of Groundwater Flux for Lake Basaka, Central Rift Valley Region of Ethiopia
7. ↑  Impact of Lake Beseka on the Water Quality of Awash River, Ethiopia